# Guntis Galviņš
Guntis Galviņš (ur. 25 stycznia 1986 w Talsi) – łotewski hokeista, reprezentant Łotwy, olimpijczyk.

## Kariera
- HK Prizma Ryga (2002–2004)
- HK Riga 2000 (2004–2007)
  -  VHK Vsetín (2006–2007)
- Alba Volán Székesfehérvár (2007–2008)
- Dinamo Ryga (2008–2013)
- Jugra Chanty-Mansyjsk (2013)
- AIK (2014)
- HC Bolzano (2014–2015)
- Dinamo Ryga (2015–2018)
- HK Kurbads (2018)
- HC Oceláři Trzyniec (2018–2020)
- HC Vítkovice (2021–2022)

W latach 2008–2013 zawodnik Dinama Ryga; w sezonie KHL (2012/2013) był kapitanem drużyny. Od maja 2013 gracz klubu Jugra Chanty-Mansyjsk. W pierwszym tygodniu października zwolniony z klubu. Od stycznia do marca 2014 zawodnik szwedzkiego klubu AIK. Od września 2014 zawodnik włoskiego klubu HC Bolzano. Od lipca 2015 ponownie zawodnik Dinamo Ryga. Latem 2018 dołączył do HK Kurbads. We wrześniu 2018 przeszedł do czeskiego HC Oceláři Trzyniec. Stamtąd na początku stycznia 2021 został przetransferowany do HC Vítkovice. Pod koniec stycznia 2022 zwolniony.
Uczestniczył w turniejach mistrzostw świata w 2005, 2006, 2007, 2008, 2009, 2010, 2012, 2014, 2015, 2016, 2017, 2018, 2019 oraz zimowych igrzysk olimpijskich 2010.

## Sukcesy

### Klubowe
- Złoty medal mistrzostw Łotwy: 2005, 2006, 2007 z HK Riga 2000
- Brązowy medal mistrzostw Białorusi: 2006 z HK Riga 2000
- Drugie miejsce w Pucharze Kontynentalnym: 2005/2006 z HK Riga 2000
- Złoty medal mistrzostw Węgier: 2008 z Alba Volán Székesfehérvár
- Puchar Nadziei: 2013 z Dinamem Ryga

### Indywidualne
- KHL (2011/2012): najlepszy obrońca miesiąca – luty 2012